# Lillukkasaari (ö i Södra Savolax)
Lillukkasaari är en halvö i Finland. Den ligger i sjön Pitkäsjärvi och i kommunen Pieksämäki i den ekonomiska regionen  Pieksämäki ekonomiska region  och landskapet Södra Savolax, i den södra delen av landet, 250 km norr om huvudstaden Helsingfors.